# Mariano Rivera Paz
 Mariano Rivera Paz (Nueva Guatemala de la Asunción, 24 de diciembre de 1804 - Jalapa, 26 de febrero de 1849), fungió como Jefe del Estado de Guatemala en los periodos de 1838–1839 y 1842-1844.

## Biografía
Mariano Rivera Paz nació el 24 de diciembre de 1804 en la Ciudad de Guatemala. Curso estudios de Derecho en la Universidad San Carlos de Guatemala -en ese tiempo llamada Real y Pontificia Universidad de San Carlos Borromeo-, aunque no llegó a graduarse.

### Historia en el poder

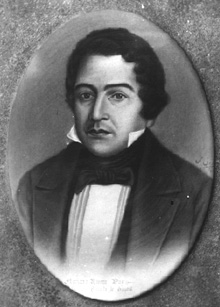
Retrato de Mariano Rivera Paz

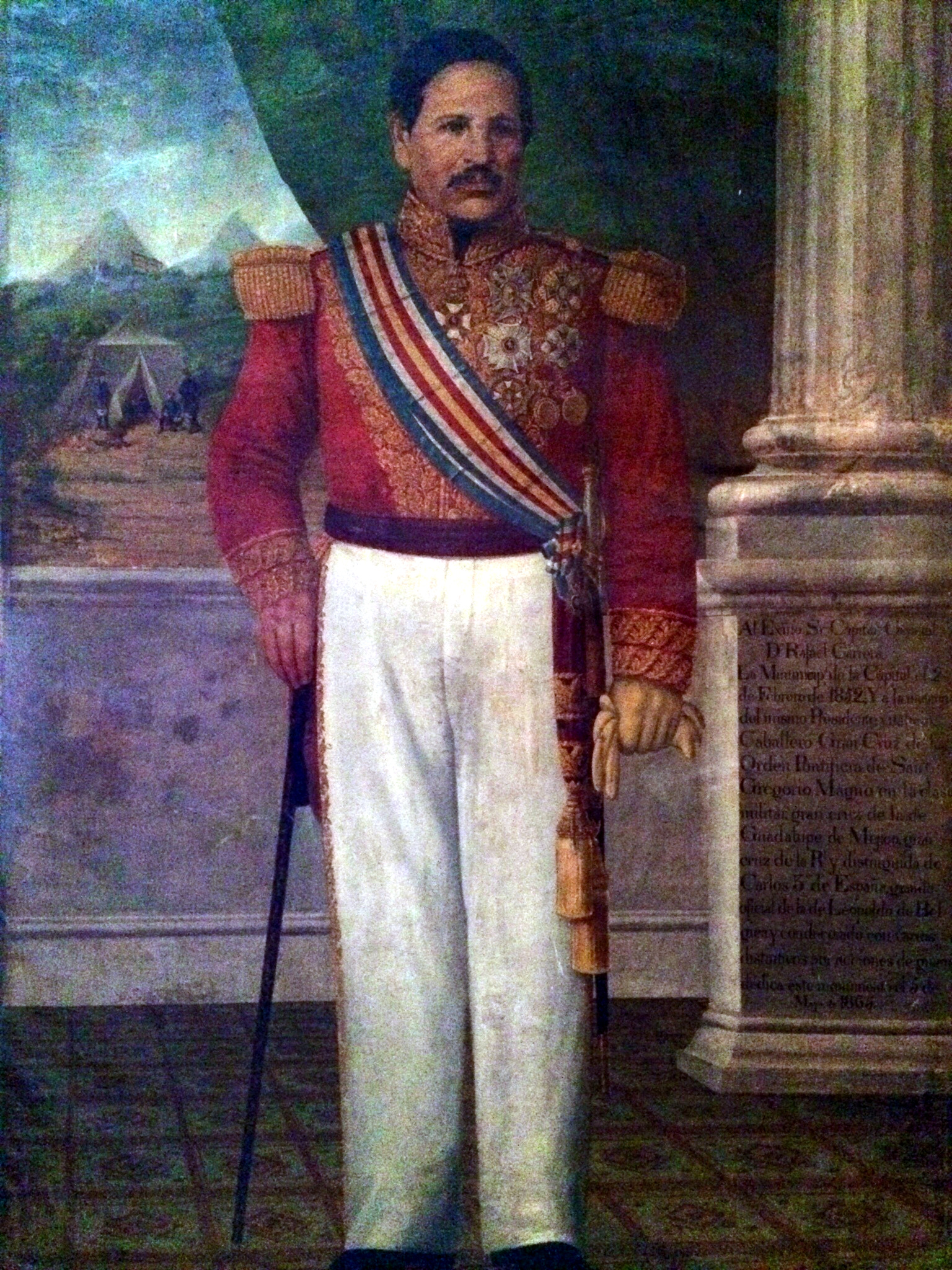
Rafael Carrera en 1854. En 1840, cuando era general de la revolución campesina, recuperó Los Altos para el gobierno de Rivera Paz.

En 1838 se produjo la incursión de las fuerzas liberales de Morazán y José Francisco Barrundia y Cepeda, quienes ingresaron a Guatemala y al llegar a San Sur, ejecutaron a Chúa Álvarez, suegro del caudillo militar guatemalteco Rafael Carrera y colocaron su cabeza en una pica para escarmentar a todos los seguidores.  Al saberlo, Carrera y su esposa Petrona, que habían salido a enfrentar a Morazán tan pronto como se enteraron de la invasión y se encontraban en Mataquescuintla, juraron que no perdonarían a Morazán ni en la tumba, ya que consideraron que nadie podía respetar a alguien que no podía vengar a su familia.  Tras enviar a varios emisarios, a quienes Carrera no quiso recibir -en especial a Barrundia a quien le informó que no lo recibía para no matarlo- Morazán inició un fuerte ofensiva de tierra arrasada, destruyendo a los pueblos estaban a su paso y despojándolos de su pocos bienes, y obligando a las fuerzas de Carrera a esconderse en las montañas.
Creyendo que Carrera estaba totalmente vencido, Morazán y Barrundia se dirigieron a la Ciudad de Guatemala en fueron recibidos como salvadores por el gobernador Pedro José Valenzuela y los miembros del Clan Aycinena, quienes incluso propusieron patrocinar uno de los batallones liberales, mientras que Pedro José Valenzuela y Barrundia pusieron a las órdenes de Morazán los recursos de Guatemala para solventar cualquier problema financiero que tuviera.  Los criollos de ambos partidos celebraron hasta el amanecer el hecho de que tuvieran al fin a un caudillo como Morazán, capaz de derrotar a la rebelión del campo.  Morazán utilizó los recursos para apoyar a Los Altos y luego sustituyó a 
Pedro José Valenzuela por Mariano Rivera Paz, allegado al Clan Aycinena, aunque no le retornó a dicho clan los bienes confiscados en 1829; en venganza, Juan José de Aycinena y Piñol votó a favor de la disolución de la Federación Centroamericana en San Salvador un poco más tarde, obligando con ello a Morazán a regresar a El Salvador para luchar por su moribundo mandato federal.  En el camino, Morazán incrementó la represión en el oriente guatemalteco, como escarmiento por haber ayudado a Carrera, a quien consideraba vencido.
Sabiendo que Morazán se había ido a El Salvador, Carrera intentó tomar Salamá con la pequeña fuerza le quedaba, pero fue derrotado, perdiendo a su hermano Laureano en el combate.  Con apenas unos cuantos hombres logró huir, malherido, hacia Sanarate.  Tras recuperarse a medias, atacó a un destacamento en Jutiapa y logró obtener un pequeño botín que le repartió a los voluntarios que lo acompañaban y se aprestó a atacar Petapa, cerca de la Ciudad de Guatemala, en donde triunfó, pero con considerables bajas.
En septiembre de ese año, Carrera intentó un asalto a la capital de Guatemala, pero el general liberal Carlos Salazar Castro lo derrotó en los campos de Villa Nueva, y Carrera tuvo que replegarse nuevamente al oriente del Estado.  Tras varios intentos infructuosos de tomar la ciudad y Quetzaltenango, fue cercado y herido, tuvo que capitular ante el general mexicano Agustín Guzmán, quien radicaba en Quetzaltenango desde la llegada de Filísola en 1823.  Morazán tuvo la oportunidad de fusilarlo, pero no pudo pues necesitaba del apoyo del campesinado guatemalteco para poder contrarrestar los ataques de Francisco Ferrera en El Salvador; en lugar de eso, lo nombraron como jefe militar de Mita, pero sin armas.  En Mita, recibió un aviso de Francisco Ferrera para reunirse, a lo que accedió; sabiendo que Morazán iba a atacar El Salvador, decidieron que Carrera iba a atacar la Ciudad de Guatemala y para ello Ferrera le dio mil armas y municiones.
Entre tanto, a pesar de las recomendaciones de su allegados de aplastar definitivamente las fuerzas de Carrera, Salazar intentó negociar por lo diplomática.  Incluso, para demostrar a Carrera que ni se le temía ni se le desconfiaba, retiró las fortificaciones que había en la capital guatemalteca desde la batalla de Villa Nueva.
Aprovechando la buena fe de Carlos Salazar Castro y las armas de Francisco Ferrera, el 13 de abril de 1839 Rafael Carrera tomó por sorpresa la plaza de Guatemala; Carlos Salazar Castro, Barrundia y Mariano Gálvez huyeron antes de la llegada de Carrera; Salazar, en camisa de dormir, saltó por los tejados de las casas vecinas y buscó refugio.  Después, como pudo, ganó la frontera disfrazado de campesino y huyó de Guatemala.  Ya sin Salazar, Carrera restituyó a Rivera y Paz, como gobernador de Guatemala; Rivera Paz a su vez lo nombró general en jefe del Ejército aunque en realidad era Carrera quien tenía el mando absoluto.
Además Rivera y Paz hizo regresar del exilio a José Antonio Larrave, a quien nombró jefe político del departamento de Guatemala; sus otros nombramientos fueron:
- Alcalde la ciudad de Guatemala: Marcial Zebadúa
- Jefe político de Antigua Guatemala: Andrés Andreu
- Jefe político de Escuintla: Pantaleón Arce
- Jefe político de Chimaltenango: Manuel Gálvez
- Jefe político de Amatitlán: José Batres Montúfar[14]

### Invasión y Absorción del Estado de los Altos

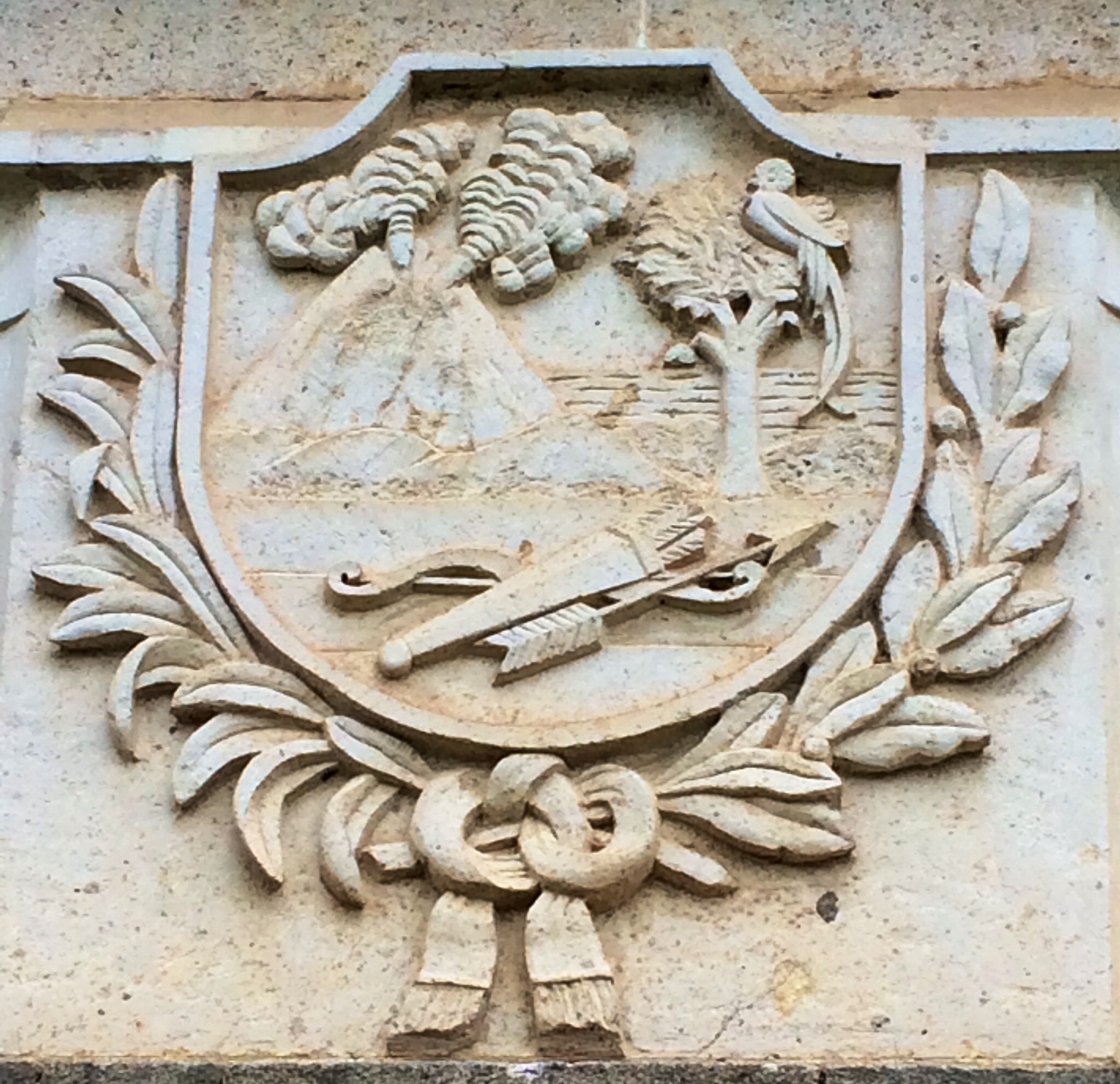
Escudo del Estado de los Altos esculpido en piedra en la tumba de los héroes altenses en el Cementerio de Quetzaltenango.

El 2 de abril de 1838, en la ciudad de Quetzaltenango, un grupo secesionista fundó el independiente Estado de Los Altos el cual pretende independizarse de Guatemala. Este estado, era donde se aglutinaban los más importantes miembros del Partido Liberal de Guatemala y los enemigos liberales del régimen conservador, quienes ya no tenían que emigrar a El Salvador, teniendo un estado liberal favorable prácticamente en su país. Los liberales en Los Altos empezaron a criticar duramente al gobierno conservador de Rivera Paz; tenían incluso su propio periódico:  El Popular, que contribuyó a las duras críticas. Además, existía el hecho de que Los Altos era la región con mayor producción y actividad económica del antiguo Estado de Guatemala; sin Los Altos, los conservadores perdían muchos de los méritos que sostenían al Estado de Guatemala en la hegemonía de Centroamérica.
Luego de esta separación, la Asamblea Constituyente dividió al Estado de Guatemala en siete departamentos y dos distritos, de acuerdo al siguiente decreto del 12 de septiembre de 1839:
| La Asamblea Constituyente del Estado de Guatemala: Habiendo tomado en consideración la necesidad que hay de hacer una nueva y conveniente división del territorio, después de la separación de los departamentos que componen el Estado de los Altos. Con presencia de los datos e informes que ha presentado el gobierno sobre el particular, ha decretado: 1. El estado de Guatemala se divide en siete departamentos, a saber: el de Guatemala, el de Sacatepéquez, el de Chimaltenango, el de Escuintla, el de Mita, el de Chiquimula y el de la Verapaz. 2. También componen dos distritos separados con dependencia inmediata del gobierno, Izabal y el Petén. 3. Los departamentos y distritos referidos, comprenden las poblaciones y lugares que se señalan en la tabla que acompaña a esta ley. 4. Mientras se reúnan datos más exactos, con presencia de los padrones que deben formarse para hacer por otra ley la división permanente del territorio, el gobierno queda autorizado para poder agregar o segregar de unos a otros, los pueblos o lugares que lo soliciten, con causa fundada en el mejor servicio y bien de los mismos pueblos, previo al informe de los jefes respectivos. 5. El mismo gobierno, en las providencias que tome, para la demarcación del territorio de los departamentos, procurará en lo que sea posible, que sea la misma la de los curatos y sus comprensiones, a fin de evitar embarazos y facilitar en todo el mejor servicio público. —Manuel Pineda Mont, Recopilación de las leyes de Guatemala, 1859 |

El gobierno del Estado Guatemala representado por Mariano Rivera Paz intentó llegar a una solución pacífica, pero los altenses, amparados en el reconocimiento del congreso de la Federación Centroamericana no la aceptaron;  el gobierno de Guatemala entonces recurrió a la fuerza, enviando al general en jefe del Ejército Rafael Carrera a someter a los Altos.
Carrera venció al general Agustín Guzmán y luego entró a Quetzaltenango, en donde impuso un régimen conservador duro y hostil para los liberales. Llamando a todos los miembros del cabildo les dijo tajantemente que se portaba bondadoso con ellos por ser la primera vez que lo desafiaban, pero que no tendría piedad si había una segunda vez. Finalmente, el general Guzmán, y el jefe del Estado de Los Altos, Marcelo Molina, fueron enviados a la capital de Guatemala, en donde fueron exhibidos como trofeos de guerra durante un destile triunfal el 17 de febrero de 1840; en el caso de Guzmán, engrilletado, con heridas sangrantes, y montado en una mula.

### Segunda Invasión de Morazán a Guatemala
| «Todo hombre desde la edad de 14 a 50 años se presentará en el término de seis horas a tomar las armas en la casa municipal. El que no se presentara, pasado ese término, será considerado como sospechoso. Se declara la ciudad en estado de sitio.» —Rafael Carrera Tomado de: Hernández de León, F. (16 de marzo de 1959). «El capítulo de las efemérides: Invasión de Morazán». Diario La Hora (Guatemala). |

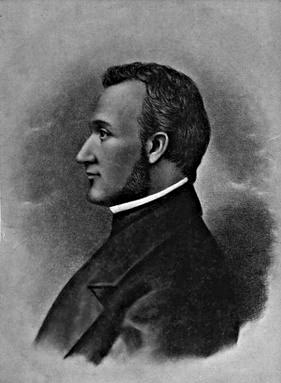
General Francisco Morazán.
Intentó invadir a Guatemala por segunda ocasión en 1840 luego de haber invadido en 1829 y expulsado a los miembros del Clan Aycinena y las órdenes regulares. En 1840 fue vencido por Carrera de manera aplastante, marcando el fin de su carrera en Centroamérica.

El 18 de marzo de 1840, siendo Morazán jefe liberal de Estado de El Salvador, invadió a Guatemala con mil quinientos soldados para vengar el ultraje hecho a los vencidos en Los Altos y temiéndo que esta acción fuera a terminar con los esfuerzos liberales de mantener unida a la Federación Centroamericana.  En forma similar a su primera invasión, llegó hasta Barberena prácticamente sin ser molestado.  Guatemala tenía un cordón de vigilantes desde la frontera con El Salvador; a falta de telégrafo, los hombres corrían llevando los mensajes de última hora. Con la información de estos mensajeros, Carrera urdió su plan de defensa dejando a su hermano Sotero a cargo de tropas que presentarían una leve resistencia en la ciudad.
Carrera fingió huir y llevó al improvisado ejército a las alturas de Aceituno ya que únicamente contaba con cerca de cuatrocientos hombres e igual número de cargas de fusilería, más dos cañones viejos. La ciudad quedó a merced del ejército de Morazán, con las campanas de sus veintidós templos tañendo por socorro divino. Una vez Morazán llegó a la capital, la tomó fácilmente y liberó a Guzmán, quien inmediatamente partió para Quetzaltenango para dar la noticia de que Carrera estaba derrotado; Carrera entonces, aprovechando que los enemigos se creían victoriosos, aplicó una estrategia de concentración de fuego en el Parque Central de la ciudad y la complementó con la táctica del ataque sorpresa con la cual provocó grandes bajas al ejército de Morazán para, finalmente, obligar a los sobrevivientes a luchar cuerpo a cuerpo. Ya en tal escenario de combate, los soldados de Morazán perdieron la iniciativa del ataque y su superioridad numérica.  Además, desconocían la ciudad en que peleaban y tuvieron que pelear y cargar sus muertos y atender a sus heridos cuando aún resentían el cansancio por la larga marcha desde El Salvador a Guatemala.
De tal suerte que Carrera, para entonces ya un experimentado militar supo plantar cara y batalla a Morazán hasta derrotarlo de manera fulminante, al grado que éste, ayudado por Ángel Molina que conocía los callejones al oeste de la ciudad, tuvo que huir con sus predilectos disfrazado y gritando «¡Qué viva Carrera!» por el barranco del Incienso hacia El Salvador, para salvar la vida. En su ausencia, Morazán había sido relevado del cargo de Jefe de Estado de ese país, razón por la cual hubo de embarcar hacia el exilio en Perú.
En Guatemala, los salvadoreños sobrevivientes fueron fusilados sin piedad, mientras Carrera estaba fuera en persecución de Morazán, a quien no logró darle alcance.  Este lance selló definitivamente el estatus del general Carrera y marcó el ocaso de Morazán.
Por esos años, el antropólogo John Lloyd Stephens viajó a Guatemala y estuvo en la frontera entre Guatemala y Honduras; Stephens hizo la siguiente descripción de las tropas de Carrera en ese entonces:  «las tropas de Carrera habían regresado de San Salvador, y ocupado toda la línea de villas hasta la capital.  Eran su mayoría indígenas, ignorantes, intempestivos y fanáticos que no podrían comprender mi carácter oficial, no podían leer mi pasaporte y, en el estado de cosas en que se encontraba el país, podrían tener sospechas de mí.  Ya habían cometido grandes atrocidades; no había ni un cura en todo el camino; e intentar proseguir sería exponerme a robo y asesinato.  Quería seguir mi camino con muchas ansias, pero hubiera sido una locura proseguir; de hecho, ningun dueño de mulas hubiera aceptado ir conmigo, y me ví obligado a regresar a Chiquimula».

### Colonización belga de 1844
En 1842, arribó a Centroamérica un barco enviado por el monarca Leopoldo I de Bélgica; cuando los belgas observaron las riquezas naturales que poseía la región de Izabal, decidieron establecerse en Santo Tomas de Castilla y construir infraestructura en la región.Carrera, aconsejado por Juan José de Aycinena y Piñol les dio la región a perpetuidad a cambio de que la compañía pagara dieciséis mil pesos cada año al gobierno de Guatemala. Los colonos tenían que convertirse al catolicismo y adoptar la ciudadanía guatemalteca, pero tenían el privilegio de tener su propio gobierno; también se comprometieron a dar al gobierno guatemalteco dos mil fusiles, a construir un puente de metal sobre el río Motagua y a construir un puerto en la bahía de Amatique, en la localidad de Santo Tomás de Castilla.  Además de las obras de infraestructura, Carrera consideraba que la colonia de belgas católicos era una buena contención a las pretensiones de los británicos protestantes y su contrabando comercial en Belice.
En 1844, el distrito de Santo Tomás de Castilla fue colonizado por la Comunidad de la Unión, patrocinada por la Compañía Belga de Colonización; el gobierno del Estado de Guatemala, había concedido el distrito de Santo Tomás a dicha compañía por medio del decreto de la Asamblea Constituyente de Guatemala el 4 de mayo de 1843. Los colonos tenían que convertirse al catolicismo y convertirse en ciudadanos guatemaltecos, pero tenían el privilegio de tener su propio gobierno.
Los primeros setenta y seis colonos arribaron junto con los fusiles prometidos y los primeros sacerdotes jesuitas que regresaban a Guatemala desde 1765; el representante de la colonia, Remy de Puydt prometió que otros setecientos colonos arribarían en los próximos meses e iniciarían los trabajos a que se comprometió para obtener la concesión.  Se estableció así la Colonia belga en Guatemala, pero las condiciones del área eran inhóspitas y empezaron a mermar rápidamente la salud de los belgas.  Para 1850, la colonia ya había fracasado, las obras de infraestructura prometidas no se construyeron, y los colonos belgas se habían dispersado al interior de la República de Guatemala.

### Renuncia a la presidencia
Al romperse las relaciones con El Salvador en junio de 1844 él cerró las fronteras para evitar una invasión empleando reos del Estado, en las fronteras para que estos las vigilaran. Su período de gobierno fue en una época de gran revuelo político para Guatemala; lo que le ayudó a mantener el orden del Estado fue la ayuda del general Rafael Carrera. En diciembre de 1844 presentó su renuncia irrevocable a la Asamblea debido a la presión y exigencias provenientes de Rafael Carrera.

### Muerte
Para agosto de 1848, la situación de Guatemala era caótica:  Serapio Cruz (conocido como «Tata Lapo») asaltaba el Quiché promoviendo revueltas en contra del gobierno; había revueltas en el oriente del país; los liberales y conservadores se mantenían en constante pugna, y en medio de todo esto, el presidente Carrera se dio cuenta de que su prestigio se esfumaba y que era conveniente renunciar, lo que hizo con el siguiente manifiesto a la Asamblea Legislativa:
La Asamblea aceptó la renuncia de Carrera en el acto, pasando a deliberar quién debería sustituirle.  Al final, escogieron al señor Juan Antonio Martínez por las siguientes razones:
- Pasaba de los sesenta años.
- Había mantenido una posición prudente con todos los gobiernos.
- Había acrecentado su capital honradamente.
- Su firma gozaba del mejor crédito.
- Era liberal moderado, ejemplar padre de familia, sin vicios y con poca ambición de mando pública.[30]

Carrera partió a México en 1848; en su ausencia, la Asamblea Legislativa, ahora en poder de los liberales, dictó una disposición por la que se le declaraba fuera de la ley que debía aplicársele la pena de muerte si osaba regresar al país.
El coronel Mariano Paredes hasta entonces corregidor de Quetzaltenango, tuvo que ir a la Ciudad de Guatemala para hacerse cargo de la situación tras la renuncia de Martínez y del sucesor de José Bernardo Escobar,. A pesar de los esfuerzos de Paredes, Guatemala entró en una profunda crisis:  había crímenes políticos de importantes personalidades y bandoleros sueltos por todo el país; el gobierno dictaba leyes, pero nadie las cumplía.  El expresidente Rivera Paz fue asesinado el 26 de febrero de 1849 cuando Paredes lo nombró como corregido de Jalapa y Rivera Paz intentó tomar posesión de su cargo; fue asesinado por los "lucios" Roberto Reyes y Agustín Pérez en el lugar llamado Sampaquisoy. Posteriormente paredes nombró al general Vicente Cruz, hermano de Serapio Cruz como corregidor, pero también fue asesinado sin poder tomar posesión del cargo.